# Kirk (Colorado)
Kirk es un lugar designado por el censo ubicado en el condado de Yuma en el estado estadounidense de Colorado. En el Censo de 2010 tenía una población de 59 habitantes y una densidad poblacional de 5,55 personas por km².

## Geografía
Kirk se encuentra ubicado en las coordenadas 39°36′46″N 102°35′31″O / 39.61278, -102.59194. Según la Oficina del Censo de los Estados Unidos, Kirk tiene una superficie total de 10.62 km², de la cual 10.62 km² corresponden a tierra firme y (0%) 0 km² es agua.

## Demografía
Según el censo de 2010, había 59 personas residiendo en Kirk. La densidad de población era de 5,55 hab./km². De los 59 habitantes, Kirk estaba compuesto por el 93.22% blancos, el 0% eran afroamericanos, el 5.08% eran amerindios, el 0% eran asiáticos, el 0% eran isleños del Pacífico, el 0% eran de otras razas y el 1.69% pertenecían a dos o más razas. Del total de la población el 1.69% eran hispanos o latinos de cualquier raza.